# (34274) 2000 QM135
2000 QM135 (asteroide 34274) é um asteroide da cintura principal. Possui uma excentricidade de 0.05569340 e uma inclinação de 15.74704º.
Este asteroide foi descoberto no dia 26 de agosto de 2000 por LINEAR em Socorro.